# Normalupplagan
Normalupplagan är två utgivningar av Nya Testamentet på svenska som kom i bruk 1884 respektive 1908. Utgivningarna gjordes innan bibeln var helt översatt men godkändes för användning parallellt med Karl XII:s bibel som då var officiell kyrkobibel.
När en bibelkommission 1773 tillsattes för att ta fram en ny bibelöversättning kom det att dröja 144 år innan de var klara (1917). Före 1917 års översättning gav kommissionen ut tio andra versioner av NT. Två av dessa, 1884 och 1912, godkändes för bruk i kyrkans och skolans undervisning, utan att bli stadfästa som översättning. Dessa kom därför att kallas för normalupplagor - nämligen 1883 års normalupplaga och 1908 års normalupplaga. Några anser att 1883 års normalupplaga är en mycket god översättning för att den är mer trogen till grundtextens formuleringar än den senare 1917 års översättning, och det förekommer därför att den brukas än i dag. Det bör dock klargöras att trohetsfrågan inte är alldeles så enkel som den ofta framställs, eftersom Normalupplagan är baserad på Textus Receptus, snarare än de äldre manuskript som använts sen 1900-talets början.